# George Cumby
(en) Statistiques sur pro-football-reference
George Edward Cumby (né le 5 juillet 1956 à Gorman dans le Texas) est un joueur américain de football américain évoluant au poste de linebacker.

## Carrière

### Universitaire
George Cumby rentre à l'université de l'Oklahoma en 1976 après être sorti de la Bishop T.K.Gorman High School un an auparavant. Immédiatement, il intègre l'équipe des Sooners et se fait remarquer en étant trois fois de suite All-american de 1977 à 1979 et se positionna comme favoris au draft de 1980. Entretemps, il remporte à deux reprises le titre de joueur défensif de l'année dans la conférence Big Eight (Big Eight Defensive Player of the year) en 1977 et 1978. Il finit sa carrière universitaire avec 405 tacles.

## Professionnel

### Drafté chez les Packers
Sans surprise, il est sélectionné au premier tour du draft en 26e par les Packers de Green Bay. Sa première saison en tant que rookie est assez fade ne jouant que deux matchs comme titulaire. Néanmoins, ses trois interceptions lors de la saison 1981 lui permettent de s'intégrer à l'équipe. En 1982, il fait une interception dans une saison plus que mouvementée, conséquence d'une grève de joueur ; il est sélectionné lors de cette saison dans l'équipe B de la saison (Second-team All-Pro).

#### Controverse
Cumby à partir de 1985 noue une rivalité avec le defensive tackle William Perry et se fera « ridiculiser » par Perry lors de nombreux snaps. 
Les Packers cassent le contrat de Cumby le 18 août 1986 et signe dans la foulée pour les Bills de Buffalo avec lesquels il joue onze matchs (dont huit comme titulaire).

### Fin de carrière
Après une saison moyenne avec les Bills, Cumby signe avec les Eagles de Philadelphie pour renforcer la défense des Eagles qui n'était pas épargnée par les blessures mais il ne joue qu'un seul match. Il met fin à sa carrière après cette saison.

### Après la NFL
George devient entraineur de son ancienne école lors de la saison 2006. Aujourd'hui, il est entraineur des linebackers au Tyler Junior College.

## Accomplissements
- Joueur défensif de l'année dans la conférence Big Eight en 1978 et 1979
- Trois fois All-american en 1977, 1978 et 1979.
- Sélectionné dans la Second-team All-Pro en 1982.